# UFC Fight Night: Machida vs. Muñoz
UFC Fight Night: Machida vs. Munoz è stato un evento di arti marziali miste tenuto dalla Ultimate Fighting Championship il 26 ottobre 2013 alla Phones 4 U Arena di Manchester, Regno Unito.

## Retroscena
L'incontro principale doveva essere la sfida tra il beniamino di casa Michael Bisping ed il top fighter statunitense Mark Muñoz, ma l'inglese diede forfait a causa di un infortunio ad un occhio e venne sostituito dall'ex campione dei pesi mediomassimi Lyoto Machida.
Nella sua sconfitta contro Jéssica Andrade l'atleta di casa Rosi Sexton registrò ben 206 colpi subiti, uno dei valori più alti mai registrati in UFC per un incontro di tre round.

## Risultati
|                  | Divisione                |                 |                 |                  | Metodo                                        | Round           | Tempo           | Premio          |
| Card principale  | Card principale          | Card principale | Card principale | Card principale  | Card principale                               | Card principale | Card principale | Card principale |
| ---------------- | ------------------------ | --------------- | --------------- | ---------------- | --------------------------------------------- | --------------- | --------------- | --------------- |
|                  | Pesi Medi                | Lyoto Machida   | batte           | Mark Muñoz       | KO (calcio alla testa)                        | 1               | 3:10            | KOTN            |
|                  | Pesi Leggeri             | Ross Pearson    | NC              | Melvin Guillard  | No Contest (ginocchiata illegale di Guillard) | 1               | 1:57            |                 |
|                  | Pesi Mediomassimi        | Jimi Manuwa     | batte           | Ryan Jimmo       | KO Tecnico (infortunio)                       | 2               | 4:41            |                 |
|                  | Pesi Leggeri             | Norman Parke    | batte           | Jon Tuck         | Decisione unanime (29-28, 29-28, 30-27)       | 3               | 5:00            |                 |
|                  | Pesi Medi                | Nico Musoke     | batte           | Alessio Sakara   | Sottomissione (armbar)                        | 1               | 3:07            | SOTN            |
|                  | Catchweight (128 libbre) | John Lineker    | batte           | Phil Harris      | KO Tecnico (pugno al corpo)                   | 1               | 2:51            |                 |
| Card preliminare |                          |                 |                 |                  |                                               |                 |                 |                 |
|                  | Pesi Leggeri             | Al Iaquinta     | batte           | Piotr Hallmann   | Decisione unanime (29-28, 30-27, 30-27)       | 3               | 5:00            |                 |
|                  | Pesi Medi                | Luke Barnatt    | batte           | Andrew Craig     | Sottomissione (rear naked choke)              | 2               | 2:12            | FOTN            |
|                  | Pesi Gallo Femmine       | Jéssica Andrade | batte           | Rosi Sexton      | Decisione unanime (30-26, 30-27, 30-26)       | 3               | 5:00            |                 |
|                  | Pesi Piuma               | Cole Miller     | batte           | Andy Ogle        | Decisione unanime (29-28, 29-28, 29-28)       | 3               | 5:00            |                 |
|                  | Pesi Piuma               | Jimy Hettes     | batte           | Robert Whiteford | Sottomissione (triangolo)                     | 2               | 2:17            |                 |
|                  | Pesi Medi                | Brad Scott      | batte           | Michael Kuiper   | Sottomissione (front choke)                   | 1               | 4:17            |                 |

## Premi
I lottatori premiati ricevettero un bonus di 50.000 dollari.
Legenda:
- FOTN: Fight of the Night (vengono premiati entrambi gli atleti per il miglior incontro dell'evento)
- KOTN: Knockout of the Night (viene premiato il vincitore per la migliore vittoria tramite KO dell'evento)
- SOTN: Submission of the Night (viene premiato il vincitore per la migliore vittoria tramite sottomissione dell'evento)

## Incontri annullati
|  | Divisione    |                 |        |                  | Motivo                               |
|  | ------------ | --------------- | ------ | ---------------- | ------------------------------------ |
|  | Pesi Medi    | Michael Bisping | contro | Mark Muñoz       | Bisping infortunato                  |
|  | Pesi Medi    | Alessio Sakara  | contro | Tom Watson       | Watson infortunato                   |
|  | Pesi Medi    | Alessio Sakara  | contro | Magnus Cedenblad | Cedenblad infortunato                |
|  | Pesi Leggeri | Paul Taylor     | contro | Anthony Njokuani | Entrambi gli atleti si infortunarono |
|  | Pesi Piuma   | Jimy Hettes     | contro | Mike Wilkinson   | Wilkinson infortunato                |